# Elementy z listy reprezentatywnej niematerialnego dziedzictwa kulturowego w Afryce
Poniżej przedstawiono wykaz elementów z listy reprezentatywnej niematerialnego dziedzictwa kulturowego UNESCO w Afryce. Listę uporządkowano w kolejności alfabetycznej według krajów (stan na rok 2020).

## Benin(1)
|  | Dziedzictwo przekazu ustnego Gelede – wpis wraz z Nigerią i Togo | 2001/2008 |

## Burkina Faso(1)
|  | Balafon – praktyka i ekspresja kulturowa – wpis wraz z Mali i Wybrzeżem Kości Słoniowej | 2012 |

## Burundi(1)
|  | Rytualny taniec wykonywany przy akompaniamencie bębna królewskiego | 2014 |

## Etiopia(4)
|  | Święto upamiętniające odnalezienie Krzyża Prawdziwego Chrystusa               | 2013 |
|  | Fichee-Chambalaalla, obchody noworoczne ludu Sidama                           | 2015 |
|  | System gada – autochtoniczny demokratyczny społeczno-polityczny system Oromów | 2016 |
|  | Etiopskie Święto Trzech Króli                                                 | 2019 |

## Gambia(1)
|  | Kankurang – rytuał inicjacyjny plemion Mandinka – wpis wraz z Senegalem | 2005/2008 |

## Gwinea(1)
|  | Przestrzeń kulturowa Sosso-Bala w Niagassola | 2001/2008 |

## Madagaskar(1)
|  | Kunszt rękodzieła drewnianego społeczności Zafimaniry | 2003/2008 |

## Malawi(6)
|  | Uzdrawiający taniec Vimbuza                                                                                          | 2005/2008 |
|  | Gule Wamkulu – wpis wraz z Mozambikiem i Zambią                                                                      | 2005/2008 |
|  | Tchopa – taniec ofiarny ludu Lomwe na południu Malawi                                                                | 2014      |
|  | Nsima – tradycja kulinarna Malawi                                                                                    | 2017      |
|  | Mwinoghe – radosny taniec                                                                                            | 2018      |
|  | Sztuka gry na mbirze/zanzie, tradycyjnym instrumencie muzycznym szarpanym w Malawi i Zimbabwe – wpis wraz z Zimbabwe | 2020      |

## Mali(6)
|  | Przestrzeń kulturowa plemion Jaaral i Degal                                                                  | 2005/2008 |
|  | Karta proklamowana w Kurukan Fuga                                                                            | 2009      |
|  | Ceremonia zmiany dachu na budynku Kamablonu w Kangabie                                                       | 2009      |
|  | Balafon – praktyka i ekspresja kulturowa – wpis wraz z Burkina Faso i Wybrzeżem Kości Słoniowej              | 2012      |
|  | Tradycje związane z imzadem – instrumentem Tuaregow z Algierii, Mali i Nigru – wpis wraz z Algierią i Nigrem | 2013      |
|  | Pochód masek i kukieł w Markali                                                                              | 2014      |

## Mauritius(3)
|  | Tradycyjna sega maurytyjska – tradycyjna kreolska sztuka widowiskowa | 2014 |
|  | Geet-Gawai, pieśni ludowe w języku bhodźpuri na Mauritiusie          | 2016 |
|  | Sega tambour na wyspie Rodrigues                                     | 2017 |

## Mozambik(2)
|  | Gule Wamkulu – wpis wraz z Malawi i Zambią | 2005/2008 |
|  | Ksylofony Timbila plemienia Czopi          | 2005/2008 |

## Namibia(1)
|  | Oshituthi shomagongo, święto owoców maruli | 2015 |

## Niger(2)
|  | Tradycje związane z imzadem – instrumentem Tuaregow z Algierii, Mali i Nigru – wpis wraz z Algierią i Mali | 2013 |
|  | Praktyki i środki wyrazu związane ze zwyczajowymi żartami o pokrewieństwie                                 | 2014 |

## Nigeria(5)
|  | Dziedzictwo przekazu ustnego Gelede – wpis wraz z Beninem i Togo | 2001/2008 |
|  | System przepowiadania przyszłości ifá                            | 2005/2008 |
|  | Parada masek Ijele                                               | 2009      |
|  | Międzynarodowy festiwal rybactwa w Argungu                       | 2016      |
|  | Przedstawienie teatralne Kwagh-hir                               | 2019      |

## Republika Środkowoafrykańska(1)
|  | Śpiew polifoniczny Pigmejów Aka z Afryki Środkowej | 2003/2008 |

## Republika Zielonego Przylądka(1)
|  | Morna, praktyka muzyczna z Zielonego Przylądka | 2019 |

## Senegal(2)
|  | Kankurang – rytuał inicjacyjny plemion Mandinka – wpis wraz z Gambią | 2005/2008 |
|  | Ceremonia Xooy                                                       | 2013      |

## Seszele(1)
|  | Moutya | 2021 |

## Sudan(1)
|  | Palma daktylowa, wiedza, umiejętności, tradycje i praktyki – wpis wraz z Arabią Saudyjską, Bahrajnem, Egiptem, Irakiem, Jordanią, Kuwejtem, Mauretanią, Maroko, Omanem, Palestyną, Tunezją i Zjednoczonymi Emiratami Arabskimi | 2019 |

## Togo(1)
|  | Dziedzictwo przekazu ustnego Gelede – wpis wraz z Beninem i Nigerią | 2001/2008 |

## Uganda(1)
|  | Ugandyjska tkanina z kory drzewa | 2005/2008 |

## Wybrzeże Kości Słoniowej(3)
|  | Gbofe z Afounkaha: muzyka trąbek poprzecznych i przestrzeń kulturowa społeczności Tagbana | 2001/2008 |
|  | Balafon – praktyka i ekspresja kulturowa – wpis wraz z Burkina Faso i Mali                | 2012      |
|  | Zaouli – popularna muzyka i taniec ludu Guro na Wybrzeżu Kości Słoniowej                  | 2017      |

## Zambia(4)
|  | Maskarada Makiszi                                           | 2001/2008 |
|  | Gule Wamkulu – wpis wraz z Malawi i Mozambikiem             | 2005/2008 |
|  | Mooba – taniec etnicznej grupy Lenje z Prowincji Centralnej | 2018      |
|  | Taniec budima                                               | 2020      |

## Zimbabwe(2)
|  | Taniec Mbende Jerusarema – taniec popularny wśród ludów Zezuru Szona                                               | 2005/2008 |
|  | Sztuka gry na mbirze/zanzie, tradycyjnym instrumencie muzycznym szarpanym w Malawi i Zimbabwe – wpis wraz z Malawi | 2020      |